# Хара Кеїчі
Хара Кеїчі (яп. 原 恵一, латиніз. Keiichi Hara) — японський режисер анімаційних фільмів. Народився 23 липня 1959 року.

## Біографія
Хари кар'єра почалася, як анімаційного творця в гостях у кінокомпанії анімації як частина його роботи мисливської діяльності після закінчення Токіо Designer Gakuin коледжу (ПОГ). Він необачно покинув тур, акт, як правило заборонений для відвідувачів, а потім благав художнього керівника, щоб дати йому роботу. Кілька днів по тому він повернувся з деякими безперервними малюнками, які він створив, на його прохання. У результаті він був введений в комерційну кіностудію.
Після роботи в студії вісімнадцяти місяців, він приєднався до Shin-Ei Анімація за рекомендацією президента Кеіджіро Курокава. У Shin-Ei він почав працювати на серіалі Kaibutsu-кун як керівник виробництва, потім переїхав до Doraemon. Там вперше він взяв на себе роль режисера анімації. У роботі над Doraemon, він був під впливом головного режисера Цутому Сібаяма. З Хара захоплювався Фуджіко Фудзио, початковий автор Doraemon с, він наполегливо працював і став відомий по поліпшенню якості. Він з'явився в анімації журналу як новий директор, щоб дивитися за. Після Obake НЕ Q Taro і Doraemon, він не був обраний як Головний режисер Еспер Мамі і працював для цього серіалу протягом двох з половиною років. Коли Еспер Мамі закінчилася, він взяв перерву на десять місяців. Потім він повернувся з роботи над 21 EMON. Після 21 EMON, він працював на Crayon Shin-чан. Для «Шин-чан» він зробив напрямок і безперервність як для телесеріалу і кіно, ставши директором у жовтні 1996 року 2001 Crayon Shin-чан фільм Crayon Shin-чан:. Буря Викликається: У Страйки дорослих Імперія Назад заробив похвалу критиків, і підняв анкету. Наступного року в Crayon Shin-чан: Грозова Викликається: Битва за воюючих держав отримав високу оцінку Агентством у справах культури.
Станом на 2012 рік Хара вже розпочав зйомки свого першого повнометражного фільму, Hajimari немає Мічі, який був випущений в червні 2013 року.

## Роботи кінематографіста

### Режисер в аніме
- 2015 — Міс Хокусай — головний режисер
- 2010 — Різнобарв'я — головний режисер
- 2009 — Kawa no Hikari — режисер епізоду / сегмента
- 2007 — Чарівне літо — головний режисер
- 2002 — Син-тян 2002 (фільм #10) — головний режисер
- 2001 — Син-тян 2001 (фільм #09) — головний режисер
- 2000 — Син-тян 2000 (фільм #08) — головний режисер
- 1999 — Син-тян 1999 (фільм #07) — головний режисер
- 1998 — Син-тян 1998 (фільм #06) — головний режисер
- 1997 — Син-тян 1997 (фільм #05) — головний режисер
- 1996 — Син-тян 1996 (фільм #04) — режисер епізоду / сегмента
- 1995 — Син-тян 1995 (фільм #03) — режисер епізоду / сегмента
- 1994 — Син-тян 1994 (фільм #02) — режисер епізоду / сегмента
- 1993 — Син-тян 1993 (фільм #01) — режисер епізоду / сегмента
- 1993 — Dorami-chan: Hello Kyouryuu Kids!! — Головний режисер
- 1992 — Син-тян [ТВ] — головний режисер
- 1991 — 21 Emon — головний режисер
- 1991 — Dorami-chan: Arara Shounen Sanzoku Dan — головний режисер
- 1989 — Тимпуй [ТВ] — режисер епізоду / сегмента
- 1988 — Мамі-екстрасенс — Фільм — головний режисер
- 1987 — Мамі-екстрасенс [ТВ] — головний режисер

### Сценарист в аніме
- 2007 — Чарівне літо
- 2003 — Син-тян 2003 (фільм #11)
- 2002 — Син-тян 2002 (фільм #10)
- 2001 — Син-тян 2001 (фільм #09)
- 2000 — Син-тян 2000 (фільм #08)
- 1999 — Син-тян 1999 (фільм #07)
- 1998 — Син-тян 1998 (фільм #06)
- 1997 — Син-тян 1997 (фільм #05)
- 1996 — Син-тян 1996 (фільм #04)
- 1995 — Син-тян 1995 (фільм #03)
- 1994 — Син-тян 1994 (фільм #02)
- 1993 — Син-тян 1993 (фільм #01)
- 1992 — Син-тян [ТВ]
- 1987 — Мамі-екстрасенс [ТВ]

### Змішані ролі
- 2004 — Син-тян 2004 (фільм #12) — розкадровка
- 2002 — Син-тян 2002 (фільм #10) — розкадровка
- 2000 — Син-тян 2000 (фільм #08) — розкадровка
- 1998 — Син-тян 1998 (фільм #06) — розкадровка
- 1989 — тимпа [ТВ] — розкадровка